# جاك برايس (لاعب هوكي جليد)
جاك برايس هو لاعب هوكي جليد كندي، ولد في 8 مايو 1932، وتوفي في 24 مايو 2011.

## وصلات خارجية
- جاك برايس على موقع دوري الهوكي الوطني (الإنجليزية)
- جاك برايس على موقع قاعة مشاهير الهوكي (لاعب أن.إتش.أل) (الإنجليزية)
- جاك برايس على موقع EliteProspects.com (الإنجليزية)
- جاك برايس على موقع HockeyDB.com (الإنجليزية)
- جاك برايس على موقع Hockey-Reference.com (الإنجليزية)